# Конзоле (Лече)
Конзоле (итал. Console) је насеље у Италији у округу Лече, региону Апулија.
Према процени из 2011. у насељу је живело 15 становника. Насеље се налази на надморској висини од 27 м.